# 탈구조주의
탈구조주의(post-structuralism) 혹은 포스트구조주의나 후기구조주의는 1960년대와 1970년대에 국제적 명성을 얻은 일련의 20세기 중반 프랑스, 대륙 철학자들과 비평 이론가들의 이질적인 작업을 나타내기 위하여 미국의 학자들에 의하여 고안된 명칭이다.
탈구조주의는 구체적 실재와도 추상적 관념과도 다른, 양자를 중재하는 제3의 질서인, 언어를 본따 만들어진 구조(structure)를 통하여 인간의 문화는 이해될 수 있다고 주장한 20세기 초반부터 중반까지 유럽에서 발달한 지적 운동인 구조주의(structuralism)와의 관계에 의하여 정의된다. 탈구조주의 작가들은 모두 구조주의에 대하여 다른 비평을 하지만 공통적인 주제는 구조주의를 스스로 정당화하는 자만에 대한 거부, 그러한 구조를 형성하는 이항 대립(binary oppositions)에 대한 의문을 포함한다. 탈구조주의자로 불리는 많은 이론가들이 그 명칭을 거부하지만 자크 데리다, 미셸 푸코, 질 들뢰즈, 주디스 버틀러, 자크 라캉, 장 보드리야르, 쥘리아 크리스테바(Julia Kristeva) 등이 탈구조주의자로 분류된다.
현상학은 탈구조주의에 뚜렷한 영향을 주었다. 콜린 데이비스(Colin Davis)는 탈구조주의자는 포스트현상학자로 불려도 무관하다고 주장한다.

## 이론

### 불안정화된 의미
문맥 분석에 대한 탈구조주의적 접근에서 독자는 저자를 의문의 가장 중요한 주제로 대체한다. 이러한 전치는 그 자체가 덱스트에 가장 큰 영향을 미침에도 종종 저작의 "불안정화" 또는 "탈주변화"라고 불린다. 저자를 중앙에 고정하지 않고 구조주의자들은 다른 소재들, 예를 들어 독자, 문화적 표준, 다른 문학 등을 평가한다. 이런 대체적인 소재들은 전혀 권위적이지 않으며, 일관성을 보장하지도 않는다. 에마뉘엘 레비나스는 에세이 〈의미와 감각〉("Signification and Sense")에서 이러한 의미론적 질문의 새로운 영역을 주목하였다.
...language refers to the position of the listener and the speaker, that is, to the contingency of their story. To seize by inventory all the contexts of language and all possible positions of interlocutors is a senseless task. Every verbal signification lies at the confluence of verbal semantic rivers. Experience, like language, no longer seems made of isolated elements lodged somehow in a Euclidean space... [Words] signify from the "world" and from the position of one who is looking.

..언어는 청자와 화자의 상황, 즉 그들 이야기의 우연성을 말한다. 목록을 만들어서 언어의 모든 문맥과 가능한 모든 대화자의 상황을 붙잡는 것은 불가능하다. 모든 언어의 의미는 셀 수 없는 언어적 의미의 강이 합류하는 지점에 자리한다. 언어와 같이 경험은 더 이상 기하학의 세계에 어째서인지 박힌 고립된 요소로 이뤄지지 않은 것 같다... [단어]는 "세계"와 보고 있는 자의 위치에서 의미를 나타낸다.— 레비나스, Signification and Sense, Humanism of the Other, tr. Nidra Poller

### 탈구축
구조주의와 관련된 중요한 이론은 이항 대립이다. 이 이론은 인간의 논리가 텍스트에 제공하는, 종종 계층 속에 있는, 어떤 이론적이고 개념인 대립이 존재한다고 제안한다. 어떤 이항 쌍은 계몽/낭만, 남성/여성, 말하기/쓰기, 논리적인/감정적인, 시니피앙/시니피에, 상징적인/상상적인을 포함할 수 있다. 탈구조주의는 이들의 관계와 상대적으로 부차적인 대응 용어에 대한 지배적 용어의 의존성을 표출하여 계층에서 지배적인 관계의 본질적 특징 개념을 거부한다. 이러한 의미를 적절히 이해하는 단 한 가지 방법은 단일한 의미의 환영일 뿐인 다양성(multiplicity)을 생산하는 가정과 지식 체계를 해체하는 것이다.

## 탈구조주의와 구조주의
구조주의는 1950년대와 1960년대 프랑스에서 일어난 지적 운동으로, 텍스트와 같은 문화적 산물 안의 근본적인 구조를 연구하고 이러한 구조를 해석하기 위하여 언어학, 심리학, 인류학, 기타 다른 분야에서 가져온 분석적인 개념을 사용하였다. 탈구조주의는 지식이 어떻게 생산되는지를 연구하는 방법을 제시하고 구조주의자의 전제를 비판한다. 역사와 문화가 근본적인 구조에 대한 연구를 좌우하기 때문에, 양자는 편향과 오역의 대상이라고 주장한다. 한 탈구조주의적 접근은 대상을 이해하기 위해서는 대상 그 자체와 대상을 생산하는 지식의 체계를 모두 연구하는 것이 필요하다고 주장한다.

## 같이 보기
- 포스트모더니즘
- 담론
- 담론분석
- 거대담론
- 질 들뢰즈
- 미셸 푸코
- 자크 데리다
- 장프랑수아 리오타르
- 루이 알튀세르